# فابيان واشنطن
فابيان واشنطن (بالإنجليزية: Fabian Washington)‏ هو لاعب كرة قدم أمريكية أمريكي، ولد في 9 يونيو 1983 في برادنتون في الولايات المتحدة.

## وصلات خارجية
- فابيان واشنطن على موقع مرجع كرة القدم المحترفة.كوم (الإنجليزية)